# PGA of America
PGA of America (Professional Golfers' Association of America, ve Spojených státech častěji jen krátce jako PGA) je americká organizace golfových profesionálů, která byla založena v roce 1916. PGA of America sdružuje téměř 29 000 členů a členek a jejím cílem je vytvářet a zvyšovat standardy této profese a zvyšovat zájem o golfovou hru a účast v ní. Dne 4. prosince 2018 bylo oznámeno, že PGA plánuje do léta 2022 přemístit své sídlo z Palm Beach Gardens na Floridě do plánovaného 600akrového multifunkčního areálu ve Friscu v Texasu.
PGA of America původně sdružovala jak turnajové, tak i klubové profesionály. Koncem 60. let 20. století však vzrůstající příjmy z televizních přenosů začaly vnášet mezi tyto dvě skupiny rozkol. Turnajoví profesionálové chtěli hrát na lépe dotovaných turnajích, zatímco zbytek členů chtěl více peněz na rozvoj golfové členské základny. To vedlo k rozkolu a k eventuálnímu vytvoření samostatné organizace turnajových profesionálů – PGA Tour.

## Turnaje
PGA každoročně pořádá hlavní mužské, seniorské a ženské mistrovství: PGA Championship, Senior PGA Championship a Women's PGA Championship (které bylo v roce 2015 přejmenováno z LPGA Championship po uzavření partnerství mezi LPGA a PGA of America, aby se zvýšila prestiž této události). Všech tří turnajů se účastní turnajoví profesionální golfisté, ale turnaje zachovávají i místa vyhrazená pro klubové profesionály.
PGA pořádá více než 30 turnajů pro své členy a aspirující členy, včetně PGA Professional Championship a Assistant PGA Professional Championship. Spoluorganizuje také každé dva roky pořádaný Ryder Cup. 